# Худяков Максим Сергійович
Максим Сергійович Худяков (рос. Максим Сергеевич Худяков; 18 серпня 1986, м. Усть-Каменогорськ, СРСР) — казахський хокеїст, нападник. Виступає за «Сариарка» (Караганда) у Вищій хокейній лізі. 
Виступав за «Барис» (Астана), «Казахмис» (Караганда), «Горняк» (Рудний), «Металург» (Сєров), «Сариарка» (Караганда), ХК «Рязань», ХК «Астана». 
У складі національної збірної Казахстану учасник чемпіонату світу 2011 (дивізіон I). У складі молодіжної збірної Казахстану учасник чемпіонатів світу 2005 (дивізіон I) і 2006 (дивізіон I). 
Досягнення
- Переможець зимових Азійських ігор (2011).